# اونا (خواننده)
سنتا-سوفیا دلی‌پونتی (انگلیسی: Senta-Sofia Delliponti) شناخته‌شده با نام هنری اونا (انگلیسی: Oonagh؛ زادهٔ ۱۶ آوریل ۱۹۹۰) خوانندهٔ اهل آلمان است که از سال ۲۰۰۳ میلادی تاکنون مشغول فعالیت بوده‌است. برخی آثار او، حاوی اشعاری به زبان کوئنیا و تحت تأثیر آثار جی. آر. آر. تالکین هستند.